# Rose City (Michigan)
Rose City è un comune degli Stati Uniti d'America, situato nello Stato del Michigan, nella contea di Ogemaw.